# Heartbreak Express
Heartbreak Express è il ventiquattresimo album in studio della cantante statunitense Dolly Parton, pubblicato il 29 marzo 1982 dalla RCA Records. L'album segna un ritorno allo stile country dei primi lavori dell'artista dopo una serie di pubblicazioni più orientate verso la musica pop.

## Tracce
Testi e musiche di Dolly Parton tranne dove indicato.
1. Heartbreak Express – 3:13
2. Single Women (Michael O'Donoghue) – 3:44
3. My Blue Ridge Mountain Boy – 3:49
4. As Much As Always – 3:01
5. Do I Ever Cross Your Mind – 4:01
6. Release Me (Eddie Miller, Dub Williams, Robert Yount) – 3:27
7. Barbara on Your Mind – 3:09
8. Act Like a Fool – 3:24
9. Prime of Our Love – 3:46
10. Hollywood Potters – 3:55